# Liga Dos de Escocia
La Liga Dos de Escocia, llamada Cinch League Two por razones de patrocinio, es la cuarta división de fútbol en Escocia creada en julio de 2013 para reemplazar a la Tercera División de Escocia por la fusión de la Scottish Premier League con la Scottish Football League.

## Formato
En la liga juegan 10 equipos, los cuales se enfrentan todos contra todos a cuatro vueltas para un total de 36 partidos. El campeón ascende directamente a la Liga Uno de Escocia, mientras que los dos peores equipos descienden a las ligas regionales. El segundo, tercero y cuarto lugar juegan un playoff con el noveno lugar de la Liga Uno de Escocia para definir al equipo que jugará en la tercera división para la siguiente temporada.

## Equipos 2023/24
| Equipo          | Posición en 2022–23      | Primera temporada en Cuarta División |
| --------------- | ------------------------ | ------------------------------------ |
| Bonnyrigg Rose  | 8°                       | 2022–23                              |
| Clyde           | 9°, Scottish League One  | 2010–11                              |
| Dumbarton       | 2°                       | 1997–98                              |
| East Fife       | 4°                       | 1999–00                              |
| Elgin City      | 3°                       | 2000–01                              |
| Forfar Athletic | 5°                       | 1994–95                              |
| Peterhead       | 10°, Scottish League One | 2000–01                              |
| Stenhousemuir   | 6°                       | 1998–99                              |
| Stranraer       | 7°                       | 2003–04                              |
| The Spartans    | 1°, Lowland League       | 2023–24                              |

## Ediciones Anteriores
| Temporada | Campeón         | Subcampeón      | Máximo Goleador Goles             | Máximo Goleador Goles |
| --------- | --------------- | --------------- | --------------------------------- | --------------------- |
| 2013-14   | Peterhead       | Annan Athletic  | Rory McAllister (Peterhead)       | 32                    |
| 2014-15   | Albion Rovers   | Queen´s Park    | Peter Weatherson (Annan Athletic) | 22                    |
| 2015-16   | East Fife       | Elgin City      | Nathan Austin (East Fife)         | 22                    |
| 2016-17   | Arbroath        | Forfar Athletic | Shane Sutherland (Elgin City)     | 18                    |
| 2017-18   | Montrose        | Peterhead       | David Goodwillie (Clyde)          | 25                    |
| 2018-19   | Peterhead       | Clyde           | Blair Henderson (Edinburgh City)  | 30                    |
| 2019-20   | Cove Rangers    | Edimburgh City  | Mitch Megginson (Cove Rangers)    | 24                    |
| 2020-21   | Queen's Park    | Edinburgh City  | Kane Hester (Elgin City)          | 15                    |
| 2021-22   | Kelty Hearts    | Forfar Athletic | Nathan Austin (Kelty Hearts)      | 17                    |
| 2022-23   | Stirling Albion | Dumbarton       | Tommy Goss (Annan Athletic)       | 23                    |